# Richard Sears
Richard Dudley "Dick" Sears (Boston, 26 de outubro de 1861 — 8 de abril de 1943) foi tenista norte-americano, destacado no final do século XIX. Foi o primeiro campeão do US Championships e o ganhou mais seis vezes seguidas, sendo assim heptacampeão do torneio. Foi um dos precursores do esporte nos Estados Unidos.

## Biografia
Nascido em Boston, em uma família proeminente, seu irmão Fred Sears e seu primo James Dwight foram seus instrutores no esporte, que era praticado numa quadra construída na casa de seus pais. Como estudante da Universidade de Harvard, participou do primeiro torneio nacional dos Estados Unidos, em Newport.
Usando calças largas, meias de lã, gravata, chapéu e uma raquete de quase meio quilo, ganhou o primeiro torneio ao derrotar, na final, a William Glynn. Sears manteve-se invicto no torneio até retirar-se, conquistando os títulos entre 1881 e 1887 e ganhando no total 18 partidas seguidas. Seu recorde de títulos consecutivos se mantem até hoje, e em quantidade de títulos só foi igualado por William Larned e Bill Tilden. Seu primeiro título foi aos 19 anos, o que o mantém como o terceiro jogador mais jovem na história a conquistar o título, depois de Pete Sampras e Oliver Campbell, ambos também aos 19 anos.
Jogando em duplas, foi campeão por seis vezes consecutivas, sendo cinco dessas conquistas ao lado do primo James Dwight.
Destro, sua tática de jogo consistia em fazer correr ao adversário de um lado ao outro de seu campo para definir com seu voleio. Logo implementou, também, o uso do topspin em alguns golpes, que tinha aprendido na Inglaterra. Durante sua sequência de triunfos, perdeu apenas 3 sets.
Depois de aposentar-se do tênis, foi campeão individual nacional de jeu de paume em 1892. Também foi presidente da USTA (Associação de Tênis dos Estados Unidos) entre 1887 e 1888. Foi uma das seis primeiras pessoas a ser incluídas no International Tennis Hall of Fame em 1955. Era tio da também tenista Eleonora Sears.

## Torneios de Grand Slam

### Simples (7 títulos)
| Resultado | Ano  | Campeonato             | Oponente               | Placar             |
| --------- | ---- | ---------------------- | ---------------------- | ------------------ |
| Campeão   | 1881 | U.S. Championships     | William E. Glyn        | 6–0, 6–3, 6–2      |
| Campeão   | 1882 | U.S. Championships (2) | Clarence Clark         | 6–1, 6–4, 6–0      |
| Campeão   | 1883 | U.S. Championships (3) | James Dwight           | 6–2, 6–0, 9–7      |
| Campeão   | 1884 | U.S. Championships (4) | Howard Taylor          | 6–0, 1–6, 6–0, 6–2 |
| Campeão   | 1885 | U.S. Championships (5) | Godfrey Brinley        | 6–3, 4–6, 6–0, 6–3 |
| Campeão   | 1886 | U.S. Championships (6) | R. Livingston Beeckman | 4–6, 6–1, 6–3, 6–4 |
| Campeão   | 1887 | U.S. Championships (7) | Henry Slocum           | 6–1, 6–3, 6–2      |

### Duplas (6 títulos)
| Resultado | Ano  | Campeonato         | Parceiro     | Oponentes                               | Placar                  |
| --------- | ---- | ------------------ | ------------ | --------------------------------------- | ----------------------- |
| Campeão   | 1882 | U.S. Championships | James Dwight | Crawford Nightingale G M Smith          | 6–2, 6–4, 6–4           |
| Campeão   | 1883 | U.S. Championships | James Dwight | Alexander Van Rensselaer Arthur Newbold | 6–0, 6–2, 6–2           |
| Campeão   | 1884 | U.S. Championships | James Dwight | Alexander Van Rensselaer W.V.R. Berry   | 6–4, 6–1, 8–10, 6–4     |
| Campeão   | 1885 | U.S. Championships | Joseph Clark | Henry Slocum Wallace P. Knapp           | 6–3, 6–0, 6–2           |
| Campeão   | 1886 | U.S. Championships | James Dwight | Howard Taylor Godfrey Brinley           | 6–3, 6–0, 6–2           |
| Campeão   | 1887 | U.S. Championships | James Dwight | Howard Taylor Henry Slocum              | 6–4, 3–6, 2–6, 6–3, 6–3 |